# Bruca
Bruca è una località italiana frazione del comune di Buseto Palizzolo.
Il borgo conta circa 130 abitanti, e la maggiore vicinanza della frazione ad Alcamo e Castellammare del Golfo fa sì che l'inflessione dialettale sia più simile a quella alcamese e castellammarese che a quella busetana.
La borgata viveva e in parte tuttora vive di agricoltura e pastorizia ma lo spopolamento e il calo demografico tipico di tutte le piccole frazioni rurali lontane dal comune principale, fa sì che molti servizi siano venuti meno e i pochi abitanti debbano spostarsi nei centri urbani limitrofi più grandi per le necessità quotidiane. Nel borgo si trova la chiesa di Maria Santissima Immacolata e a pochi chilometri verso nord-ovest il Bosco Scorace.